# Tang Aidi
Pour les articles homonymes, voir Aidi.
Tang Aidi (chinois : 唐哀帝 ; pinyin : táng aidi, 27 septembre 892 – 26 mars 908) est le 24e et dernier et empereur chinois taoïste de la dynastie Tang. Son nom de naissance est Li Zuo (李祚). Il règne de 904 à 907. C'est le fils de Zhaozong.

## Biographie

### Accès au pouvoir, règne et fin de la dynastie
Le seigneur de guerre Zhu Quanzhong prend le contrôle du gouvernement et en 904 tue l’empereur Zhaozong. Zhu élimine aussi plusieurs ministres de Zhaozong, dont le chancelier Cui Yin. Puis il place comme empereur fantoche Aidi, alors âgé de 13 ans.
Il destitue finalement le dernier empereur Tang en 907 et fonde alors la dynastie des Liang postérieurs qui domine la majeure partie du bassin du fleuve Jaune, à partir de la ville de Kaifeng. Les autres provinces sont dominées par d'autres généraux qui fondent à leur tour leurs propres dynasties impériales ou royales : c'est la période des Cinq Dynasties et des Dix Royaumes (907-960), qui s'acheva par la réunification de l'empire par les Song,.

## Famille
- Mère : Impératrice Xuanmu (- 22 Janvier 906) (宣穆皇后)
  - Grand-mère :
  - Grand-père:
- Père : Tang Zhaozong (31 mars 867 - 22 septembre 904) (唐昭宗)
  - Grand-mère : Impératrice Gongxian (- 867) (恭憲皇后)
  - Grand-père : Tang Yizong (28 décembre 833 - 15 août 873) (唐懿宗)
- Frères et sœurs
  - Li Yu, Prince De ( - 17 mars 905) (德王 李𥙿)
  - Princesse Pingyuan (平原公主)
  - Li Yu, Prince Di ( - 905) (棣王 李祤)
  - Li Xi, Prince Qian ( - 905) (虔王 李禊)
  - Li Yin, Prince Yi ( - 905) (沂王 李禋)
  - Li Yi, Prince Sui ( - 905) (遂王 李禕)
  - Li Mi, Prince Jing ( - 905) (景王 李秘)
  - Li Qi, Prince Qi ( - 905) (祁王 李祺)
  - Li Zhen, Prince Ya ( - 905) (雅王 李禛)
  - Li Xiang, Prince Qiong ( - 905) (瓊王 李祥)
  - Li Zhen, Prince Duan (端王 李禎)
  - Li Qi, Prince Feng (豐王 李祁)
  - Li Fu, Prince He (和王 李福)
  - Li Xi, Prince Deng (登王 李禧)
  - Li Hu, Prince Jia (嘉王 李祜)
  - Li Zhi, Prince Ying (穎王 李禔)
  - Li You, Prince Cai (蔡王 李佑)
  - Princesse Xin'an (新安公主)
  - Princesse Xindou (信都公主)
  - Princesse Yichang (益昌公主)
  - Princesse Tangxing (唐興公主)
  - Princesse Deqing (德清公主)
  - Princesse Taikang (太康公主)
  - Princesse Yongming (- 906) (永明公主)
  - Princesse Xinxing (新興公主)
  - Princesse Pu'an (普安公主)
  - Princesse Leping (樂平公主)
- Épouse(s) et descendant(s)
  - Aucune descendance ni épouse

## Noms

### Noms des ères
- Tiānyòu (天祐) 904 - 907

### Nom complet
Nom posthume
- Empereur Ai (donné par les Liang postérieurs) (哀皇帝, Āi huángdì)
- Zhaoxuan Guanglie Xiao (donné par les Tang postérieurs) (昭宣光烈孝皇帝, Zhāoxuān guāng liè xiào huángdì)
- Zhaoxuan (donné par les Tang postérieurs) (昭宣皇帝, Zhāoxuān huángdì)

Nom de temple
- Jǐngzōng (景宗)